# Szentgály Ágost Benedek
Szentgály Ágost Benedek (Esztergom, 1734. március 21. – Esztergom, 1818. július 2.) Szent Pál-rendi szerzetes, házfőnök, történetíró.

## Életútja
A visegrádi Korona-uradalom inspectorának fia. A gimnáziumi hat osztályt Esztergomban, a jezsuiták vezetése alatt, a bölcseletet a budai egyetemen végezte; azután a pálosok rendjébe lépett és több helyt viselt elöljárói hivatalt a szerzet feloszlatásáig. Ekkor szülővárosába vonult magányba és főleg a tudománynak élt. 1808. pünkösdkor tartotta aranymiséjét.

## Munkái
- Tiszt. A. Bourdalone Lajosnak... predikátziói... Ford. Pest, 1814-15, két kötet
- A. Bold. Sz. Mária jeles ünnepeinek tisztelete. Fordítva deákból. Esztergom, 1824

### Kéziratban
- De Larue Károlynak... prédikácziói, ford. 4 k.; Ausztriai háznak története, 6 k.; Magyarország részletes története. Francziából deákra ford.; Kempis Tamásnak Jézus követéséről 4 könyve.